# Gautier Audinot
Pour les articles homonymes, voir Audinot.
Gautier Audinot, né le 6 octobre 1957 à Chartres (Eure-et-Loir), est un homme politique français.

## Mandats parlementaires
- 2 avril 1986 - 14 mai 1988 : Député de l'Isère (remplace son titulaire, Alain Carignon, nommé au gouvernement)
- 23 juin 1988 - 1er avril 1993 : Député de la 5e circonscription de la Somme
- 2 avril 1993 - 21 avril 1997 : Député de la 5e circonscription de la Somme
- 12 juin 1997 - 18 juin 2002 : Député de la 5e circonscription de la Somme